# Curaeus forbesi
Curaeus forbesi là một loài chim trong họ Icteridae.